# Tryphon fulviventris
Tryphon fulviventris är en stekelart som beskrevs av Holmgren 1857. Tryphon fulviventris ingår i släktet Tryphon och familjen brokparasitsteklar. Arten är reproducerande i Sverige. Inga underarter finns listade i Catalogue of Life.